# Kanton Saint-Mandrier-sur-Mer
Der Kanton Saint-Mandrier-sur-Mer war von 1973 bis 2015 ein französischer Wahlkreis im Arrondissement Toulon, im Département Var und in der Region Provence-Alpes-Côte d’Azur; sein Hauptort war Saint-Mandrier-sur-Mer.

## Gemeinden
Der Kanton bestand aus zwei Gemeinden, wobei La Seyne-sur-Mer nur teilweise zum Kanton zählte. Angegeben ist hier die Gesamteinwohnerzahl von La Seyne-sur-Mer. Im Kanton lebten etwa 24.000 Einwohner der Stadt.
| Gemeinde               | Einwohner Jahr | Fläche km² | Bevölkerungsdichte | Code INSEE | Postleitzahl |
| ---------------------- | -------------- | ---------- | ------------------ | ---------- | ------------ |
| La Seyne-sur-Mer       | 64.523 (2013)  | –          | – Einw./km²        | 83126      | 83500        |
| Saint-Mandrier-sur-Mer | 5.780 (2013)   | 5,12       | 1129 Einw./km²     | 83153      | 83430        |